# Kirgizië op de Olympische Zomerspelen 2008
Kirgizië nam deel aan de Olympische Zomerspelen 2008 in Peking, China. Kirgizië debuteerde op de Zomerspelen in 1996 en deed in 2008 voor de vierde keer mee. In 2000 werd de allereerste medaille voor Kirgizië gewonnen; brons. In 2004 werd geen medaille behaald. Nu werd opnieuw brons gewonnen en bovendien ook nog zilver.

## Medailleoverzicht
| Sport     | Olympiër            | Discipline               | Medaille |
| --------- | ------------------- | ------------------------ | -------- |
| Worstelen | Kanatbek Begliev    | -66kg Grieks-Romeins (m) | Zilver   |
| Worstelen | Ruslan Tumenbaev    | -60kg Grieks-Romeins (m) | Brons    |
| Worstelen | Bazar Bazarguruev * | -60kg vrije stijl (m)    | Brons    |

* De bronzen medaille voor Bazarguruev werd hem op 5 april 2017 alsnog toegekend.

## Deelnemers en resultaten

### Atletiek
| Olympiër          | Discipline       | Resultaat | Prestatie                                 |
| ----------------- | ---------------- | --------- | ----------------------------------------- |
| Sergey Pakura     | 800m (m)         | 52e       | serie 7: 7de in 1.50,54                   |
| Aleksey Pogorelov | 400m horden (m)  | 23e       | serie 3: 6de in 51,47                     |
|                   |                  |           |                                           |
| Galina Pedan      | 400m horden (v)  | 27e       | serie 3: 7de in 1.00,31                   |
| Iuliia Andreeva   | marathon (v)     | 58e       | 2:44.41                                   |
| Tatiana Efimenko  | hoogspringen (v) | DNF       | kwalificatie groep B: geen geldige poging |

### Boksen
| Olympiër           | Discipline | Resultaat | Prestatie                                                         |
| ------------------ | ---------- | --------- | ----------------------------------------------------------------- |
| Asylbek Talasbayev | -60kg (m)  | 9e        | 1ste ronde: W van BRA Pérez: 9-7 2de ronde: V van COL Lopes: 4-15 |

### Gewichtheffen
| Olympiër           | Discipline | Resultaat | Prestatie                                                    |
| ------------------ | ---------- | --------- | ------------------------------------------------------------ |
| Ulanbek Moldodosov | -85kg (m)  | 11e       | trekken: 12de met 152kg stoten: 11de met 194kg totaal: 346kg |

### Judo
| Olympiër           | Discipline | Resultaat | Prestatie                                                                     |
| ------------------ | ---------- | --------- | ----------------------------------------------------------------------------- |
| Talant Dzhanagulov | +100kg (m) | 21e       | voorronde: vrij 1ste ronde: V van CHN Pan: ippon                              |
|                    |            |           |                                                                               |
| Elena Proskurakova | -78kg (v)  | 15e       | 1ste ronde: V van CHN Yang: ippon herkansingen: V van MGL Lkhamdegd: waza-ari |

### Schermen
| Olympiër             | Discipline | Resultaat | Prestatie                            |
| -------------------- | ---------- | --------- | ------------------------------------ |
| Serguei Katchiourine | degen (m)  | 33e       | 1ste ronde: V van FRA Jeannet: 14-15 |

### Schietsport
| Olympiër        | Discipline                 | Resultaat | Prestatie                                              |
| --------------- | -------------------------- | --------- | ------------------------------------------------------ |
| Ruslan Ismailov | 10m luchtgeweer (m)        | 39e       | kwalificatie: 39ste met 587 punten (97-99-98-97-97-99) |
| Ruslan Ismailov | 50m geweer 3 houdingen (m) | 48e       | kwalificatie: 48ste met 1130 punten (388-367-375)      |
| Ruslan Ismailov | 50m geweer liggend (m)     | 54e       | kwalificatie: 54ste met 578 punten (94-96-97-96-96-99) |

### Taekwondo
| Olympiër       | Discipline | Resultaat | Prestatie                      |
| -------------- | ---------- | --------- | ------------------------------ |
| Rasul Abduraim | -68kg (m)  | 11e       | voorronde: V van GER Manz: 0-1 |

### Worstelen
| Olympiër           | Discipline  | Resultaat   | Prestatie |
| Vrije stijl        | Vrije stijl | Vrije stijl | Vrije stijl |
| ------------------ | ----------- | ----------- | --- |
| Bazar Bazarguruev  | -60kg (m)   | Brons       | kwalificatie: vrij 1ste ronde: W van ALB Prizreni: 5-0 kwartfinale: V van UKR Fedoryshyn: 0-5 herkansingen: W van USA Zadick: 3-0 bronzen finale: V van JPN Yumoto: 0-3 |
| Arsen Gitinov      | -74kg (m)   | 8e          | kwalificatie: W van POL Brzozowski: 3-1 1ste ronde: W van UKR Aldatov: 3-1 kwartfinale: V van BUL Terziev: 0-5                                                          |
| Aleksey Krupnyakov | -96kg (m)   | 16e         | kwalificatie: vrij 1ste ronde: V van GEO Gogshelidze: 0-3 |
| Grieks-Romeins     |             |             | |
| Ruslan Tyumenbayev | -60kg (m)   | Brons       | kwalificatie: vrij 1ste ronde: W van FIN Ala-Huikku: 5-0 kwartfinale: W van UZB Aripov: 3-1 halve finale: V van RUS Albiev: 0-3 bronzen finale: W van CUB Monzón: 3-0   |
| Kanatbek Begaliev  | -66kg (m)   | Zilver      | kwalificatie: vrij 1ste ronde: W van USA Deitchler: 3-1 kwartfinale: W van UKR Vardanyan: 3-1 halve finale: W van BUL Gergov: 3-1 finale: V van FRA Guénot: 0-3         |

### Zwemmen
| Olympiër        | Discipline          | Resultaat | Prestatie               |
| --------------- | ------------------- | --------- | ----------------------- |
| Vitaly Vasilyev | 50m vrije slag (m)  | 55e       | serie 7: 8ste in 24,02  |
| Iurii Zakharov  | 200m wisselslag (m) | 45e       | serie 1: 6de in 2.07,01 |
| Vasilii Danilov | 400m wisselslag (m) | 27e       | serie 1: 3de in 4.29,20 |

Afghanistan · Albanië · Algerije · Amerikaanse Maagdeneilanden · Amerikaans-Samoa · Andorra · Angola · Antigua en Barbuda · Argentinië · Armenië · Aruba · Australië · Azerbeidzjan · Bahama's · Bahrein · Bangladesh · Barbados · België · Belize · Benin · Bermuda · Bhutan · Bolivia · Bosnië en Herzegovina · Botswana · Brazilië · Britse Maagdeneilanden · Bulgarije · Burkina Faso · Burundi · Cambodja · Canada · Centraal-Afrikaanse Republiek · Chili · China · Chinees Taipei · Colombia · Comoren · Congo-Brazzaville · Congo-Kinshasa · Cookeilanden · Costa Rica · Cuba · Cyprus · Denemarken · Djibouti · Dominica · Dominicaanse Republiek · Duitsland · Ecuador · Egypte · El Salvador · Equatoriaal-Guinea · Eritrea · Estland · Ethiopië · Fiji · Filipijnen · Finland · Frankrijk · Gabon · Gambia · Georgië · Ghana · Grenada · Griekenland · Groot-Brittannië · Guam · Guatemala · Guinee · Guinee‑Bissau · Guyana · Haïti · Honduras · Hongarije · Hongkong · Ierland · IJsland · India · Indonesië · Irak · Iran · Israël · Italië · Ivoorkust · Jamaica · Japan · Jemen · Jordanië · Kaaimaneilanden · Kaapverdië · Kameroen · Kazachstan · Kenia · Kirgizië · Kiribati · Koeweit · Kroatië · Laos · Lesotho · Letland · Libanon · Liberia · Libië · Liechtenstein · Litouwen · Luxemburg · Macedonië · Madagaskar · Malawi · Malediven · Maleisië · Mali · Malta · Marshalleilanden · Marokko · Mauritanië · Mauritius · Mexico · Micronesië · Moldavië · Monaco · Mongolië · Montenegro · Mozambique · Myanmar · Namibië · Nauru · Nederland · Nederlandse Antillen · Nepal · Nicaragua · Nieuw-Zeeland · Niger · Nigeria · Noord-Korea · Noorwegen · Oeganda · Oekraïne · Oezbekistan · Oman · Oostenrijk · Oost‑Timor · Pakistan · Palau · Palestina · Panama · Papoea-Nieuw-Guinea · Paraguay · Peru · Polen · Portugal · Puerto Rico · Qatar · Roemenië · Rusland · Rwanda · Saint Kitts en Nevis · Saint Lucia · Saint Vincent en Grenadines · Salomonseilanden · Samoa · San Marino · Sao Tomé en Principe · Saoedi-Arabië · Senegal · Servië · Seychellen · Sierra Leone · Singapore · Slovenië · Slowakije · Soedan · Somalië · Spanje · Sri Lanka · Suriname · Swaziland · Syrië · Tadzjikistan · Tanzania · Thailand · Togo · Tonga · Trinidad en Tobago · Tsjaad · Tsjechië · Tunesië · Turkije · Turkmenistan · Tuvalu · Uruguay · Vanuatu · Venezuela · Verenigde Arabische Emiraten · Verenigde Staten · Vietnam · Wit-Rusland · Zambia · Zimbabwe · Zuid-Afrika · Zuid-Korea · Zweden · Zwitserland
Uitgesloten van deelname: Brunei